# Huckenohlstadion
Das Huckenohlstadion (kurz: Huckenohl) ist ein Fußball- und Leichtathletikstadion der Stadt Menden im Sauerland. Es befindet sich am Oesberner Weg zwischen den Ortsteilen Zentrum, Rauherfeld, Horlecke, Lendringsen und Oesbern. In dem Stadion finden 6300 Zuschauer Platz. Es ist die Heimat des BSV Menden und der LG Menden.

## Die Anlagen des Stadions
Das gesamte Gelände rund um das Huckenohlstadion ist 16.000 Quadratmeter groß. Das eigentliche Stadion hat auf den beiden Längsseiten jeweils eine Tribüne. Das Stadion verfügt über 1500 Sitz- und 3600 Stehplätze auf der Haupttribüne, sowie weiteren 1200 Stehplätzen auf der Gegentribüne. Somit beläuft sich das Fassungsvermögen auf insgesamt 6300 Zuschauer. Es sind keine überdachten Plätze vorhanden.
Das Stadion hat einen Rasenplatz (105 m × 72 m), eine Tartanbahn mit sechs Rundbahnen und weitere leichtathletische Anlagen wie einen Diskuswurfring, eine Kugelstoßanlage, eine Hoch-, Stabhoch- und Weitsprunganlage, sowie einen Wassergraben zum Hindernislauf. Eine weitere Kugelstoßanlage befindet sich auf einem Nebenplatz. Die Tartanbahn wurde im Sommer 2005 komplett erneuert. Auf dem Stadiongelände gibt es darüber hinaus einen weiteren Fußballplatz, der oberhalb des Hauptplatzes gelegen ist und seit Oktober 2008 über einen Kunstrasenbelag verfügt. Zudem gibt es auf dem Gelände eine Gymnastikhalle, einen Schießstand und einen Multifunktionsraum, sowie das Vereinsheim des BSV Menden. Im Stadion sind sechs Fluchtlichtmasten errichtet worden, weitere sind am Kunstrasenplatz und am Kugelstoßplatz. Das Stadion verfügt über zwei große Parkplätze – einen am Oesberner Weg, einen weiteren bei der Firma Eichelberg an der Balver Straße.

## Wettkämpfe im Stadion

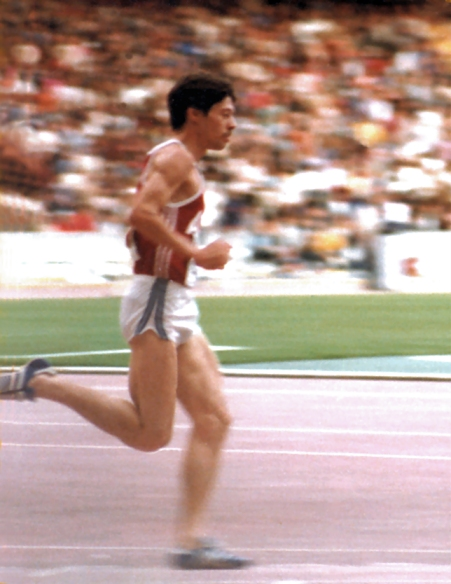
Stadionrekordhalter Thomas Wessinghage

Der BSV Menden trägt im Huckenohlstadion seine Landesligaspiele aus, ebenso wie die überkreislich spielenden Jugendmannschaften des BSV. In den Wintermonaten werden alle Spiele auf dem Ende Oktober 2008 eingeweihten Kunstrasen-Nebenplatz oberhalb des Rasenplatzes ausgetragen, auf dem die restliche BSV-Jugendabteilung das ganze Jahr über spielt. 
Zudem dient das Stadion als Trainings- und Wettkampfstätte der LG Menden. Die Leichtathleten tragen zahlreiche Wettkämpfe in dem Stadion aus. Die letzten überregionalen Meisterschaften waren die Westfälischen Jugendmeisterschaften 2003. Zuvor wurden hier 1999 die Westfälischen Langstreckenmeisterschaften ausgetragen. Am 17. Mai 2007 fand hier zudem das Westfalen- und das Nordrheinfinale der Deutschen Altersklassen-Mannschaftsmeisterschaften statt. Im Mai 2008 wurden im Huckenohl die Deutschen Meister über die 10.000-Meter-Distanz ermittelt.
In der Vergangenheit – vor allem in den 1970er und 80er Jahren – wurden in Menden von internationalen Spitzenleichtathleten hervorragende Ergebnisse erzielt. Insbesondere die Mittel- und Langstreckenrennen, sowie die Rennen über die Sprintdistanzen lockten viele gute Leichtathleten in das Huckenohlstadion. So hält die Stadionrekorde über 2000 Meter (5:01,0 min) und 3000 Meter (7:53,94 min) der Männer seit dem Jahr 1983 Thomas Wessinghage, deutscher Olympiateilnehmer und deutscher Rekordhalter über 1500 Meter. Der 100-Meter-Läufer Dirk Schweisfurth (TV Wattenscheid 01 Leichtathletik) erreichte hier 1990 mit 10,2 s eine seiner besten Leistungen seiner Karriere überhaupt und hat ebenfalls bis heute den Stadionrekord inne. Nur fünf Tage später lief Dirk Schweisfurth im Huckenohl noch einmal eine Zeit von 10,45 s über die 100 Meter. Die schnellsten 200 Meter der Stadiongeschichte schafften die beiden Olympiamedaillengewinner Carl Kaufmann und Franz-Peter Hofmeister, die beide die halbe Stadionrunde in 20,9 s liefen. Im Jahr 2002 sprintete der Japaner Hisashi Miyazaki die 200 Meter in 21,15 s und gehört damit ebenfalls in die Stadionrekordliste.
Die aus Menden stammende Olympiateilnehmerin Silvia Hollmann (OSC Thier Dortmund) hält den Stadionrekord über 400 Meter Hürden der Frauen. 1980 lief sie im Huckenohl eine Zeit von 57,5 s. Sigrid Wulsch lief 1981 – im Trikot des SV Menden 1864 – die 1000 Meter in 2:47,0 min und steht damit bis heute in der Stadionrekordliste. 1999 erzielte Luminita Zaituc den Stadionrekord über 3000 Meter. Die siebeneinhalb Runden absolvierte sie in 8:53,72 min, persönliche Bestleistung der Vizeeuropameisterin von 2002 im Marathonlauf. Im Jahr 2007 stellte bei einem Läuferabend der LG Menden Monika Gradzki (TV Wattenscheid) einen neuen Stadionrekord über 800 Meter auf. Die zwei Stadionrunden lief sie in 2:02,01 min.

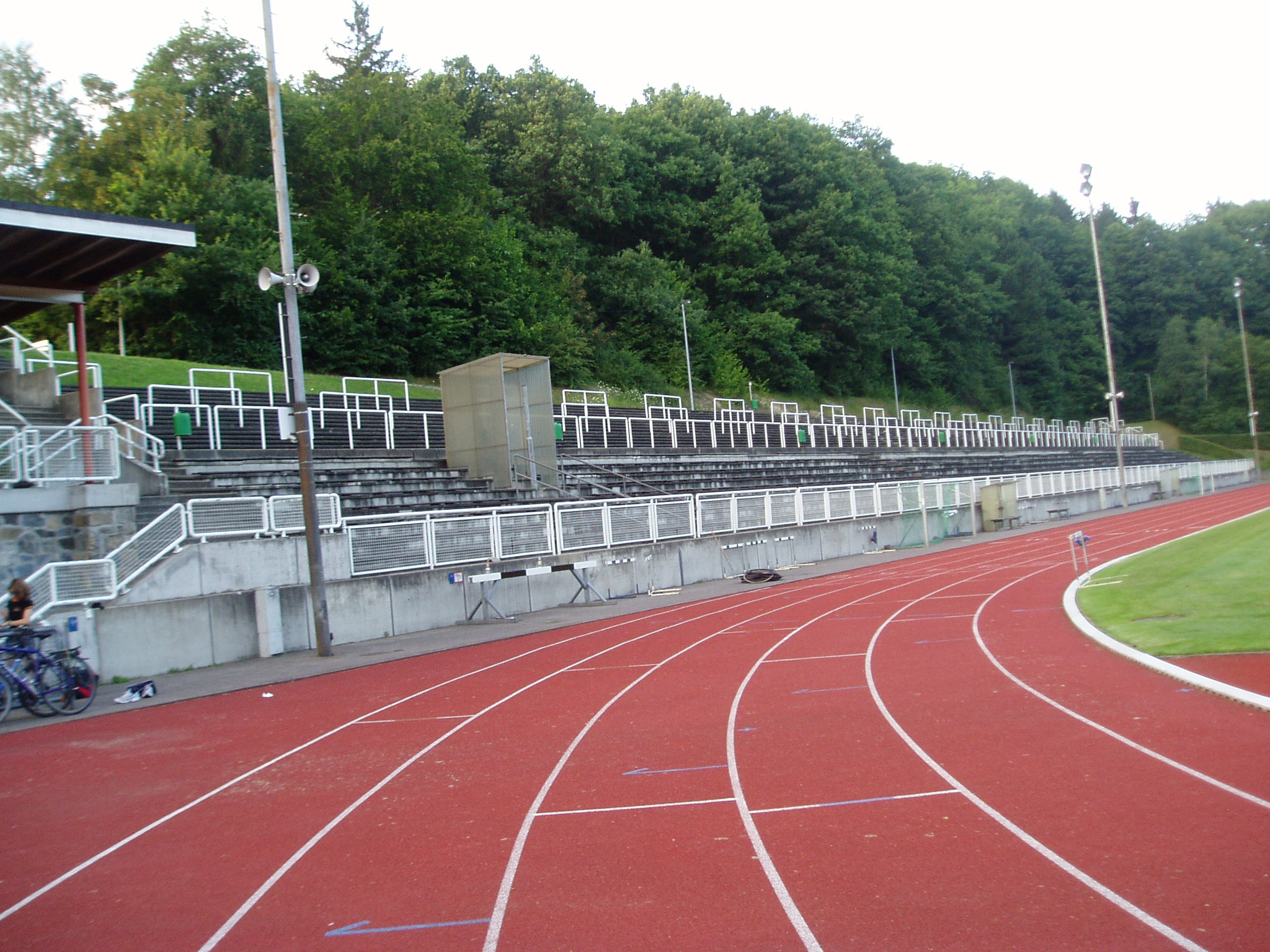
Blick aus der Zielkurve
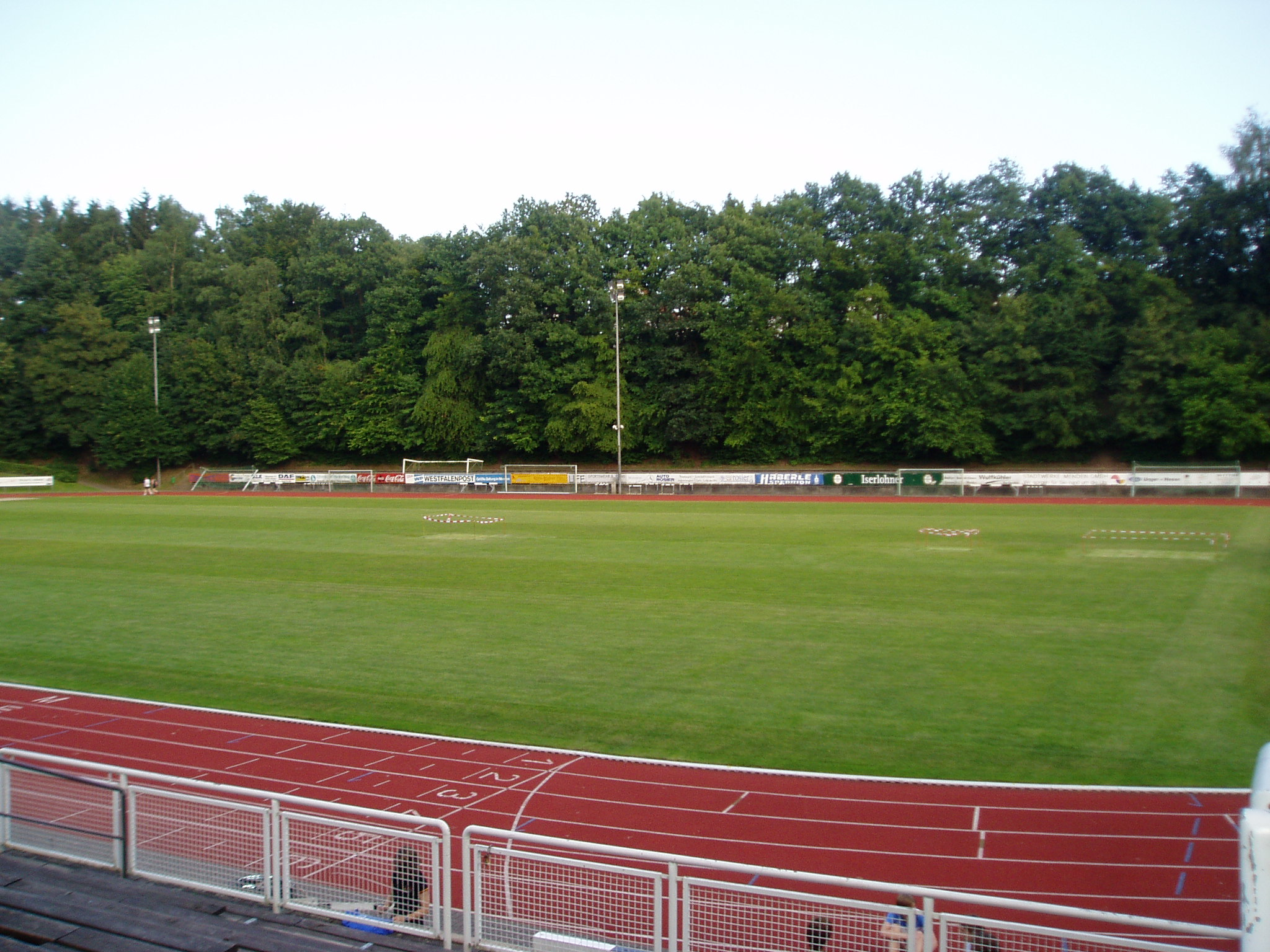
Blick von der Haupttribüne
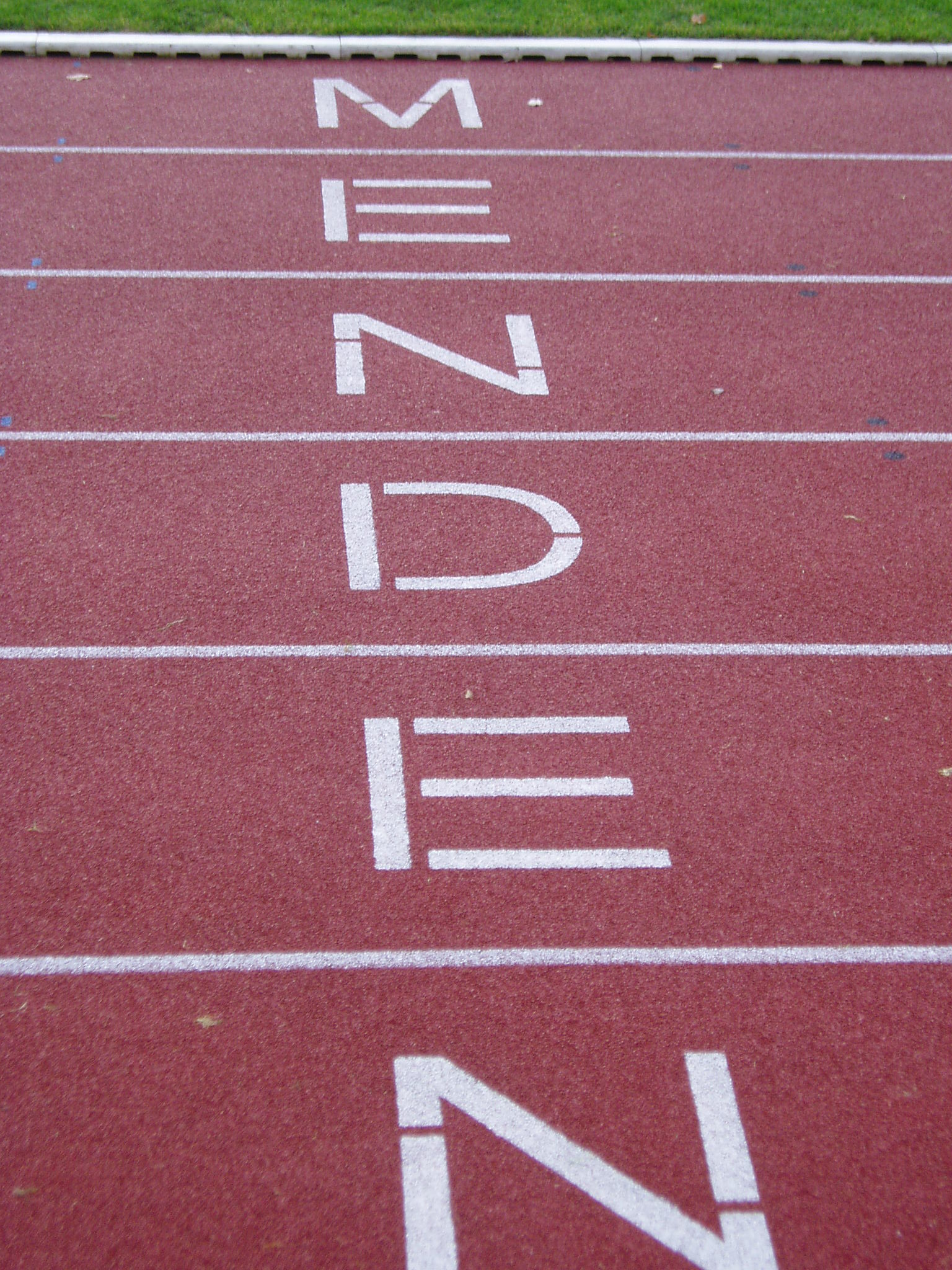
„Menden“-Schriftzug auf der Laufbahn des Huckenohlstadions
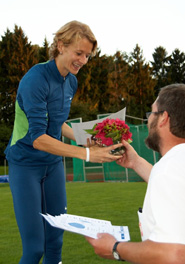
Stadionrekordhalterin Monika Gradzki bei der Siegerehrung im Huckenohl